# Site patrimonial de Rapide-Danseur
Le site patrimonial de Rapide-Danseur est un ensemble religieux situé en bordure de la rivière Duparquet à Rapide-Danseur au Québec (Canada). Il est composé d'un presbytère de 1941 et d'une église construite entre 1942 et 1951. Les deux bâtiments sont de bons exemples de l'architecture populaire qui caractéristique des régions de colonisation récente comme l'Abitibi-Témiscamingue. L'ensemble a été classé comme site patrimonial en 1985.